# Centrale d'enregistrement et d'analyse pour la sûreté de l'information
La Centrale d'enregistrement et d'analyse pour la sûreté de l'information, en allemand Melde- und Analysestelle Informationssicherung, abrégé en MELANI ou Melani est un organisme gouvernemental suisse actif dans le domaine de la cybersécurité de 2004 à 2020.
Elle s’occupe de conseiller les entreprises et les particuliers afin de prévenir et de gérer les dangers liés aux nouvelles technologies. En 2020, elle est intégrée au nouveau Centre national pour la cybersécurité (NSCS).

## Historique
Considéré comme stratégique depuis 2001, le lancement de Melani a été plusieurs fois retardé. Avalisé sur le principe en octobre 2003 par le Conseil fédéral, il été d’abord prévu au début 2004, mais a finalement été reporté à octobre de la même année, pour atteindre un fonctionnement effectif au 1er janvier 2005. A suivi une période d’évaluation de deux ans, jusqu’en 2007 où la centrale a été définitivement confirmée dans ses fonctions.
Une étude de l’EPFZ relève en 2010 que la centrale, bien qu’effectuant ses tâches avec brio, est parvenue à ses limites car ses partenaires du « cercle privé » lui demandent des informations inaccessibles ailleurs ; en conséquence, sans augmentation de ses moyens, elle ne pourra poursuivre ses but initiaux. Il relève aussi que Melani est insuffisamment financée par rapport à ses équivalents internationaux.
En 2012, le Conseil fédéral approuve la Stratégie nationale de protection de la Suisse contre les cyberrisques (SNPC). Celle-ci créé un organe de coordination en matière de cyberdéfense, organe qui est rattaché à Melani. La centrale voit donc ses tâches et ses ressources augmenter.
Fin août 2017, une source transmet à la centrale plus de 21 000 noms d’utilisateurs et mots de passe volés ; cette dernière met en place un outil de contrôle à destination de la population.
Le 1er juillet 2021, l'ordonnance sur les cyberrisques entre en vigueur, et Melani est intégrée au nouveau Centre national pour la cybersécurité (NSCS). Ce dernier devient à partir de 2024 l'Office fédéral de la cybersécurité.

## Tâches
La centrale est principalement chargée de la protection des infrastructures critiques de la Suisse, en particulier celles exposées aux risques informatiques. Elle cherche à prévenir ces risques en effectuant un dépistage précoce et à limiter les dégâts et l’interruption des services en cas d’attaque. Elle apporte à ses partenaires privés des informations qui ne peuvent provenir que de sources étatiques, comme le contre-espionnage, les résultats des CERTs ou les autorités de poursuite pénale. Elle se concentre plus sur les techniques utilisées par les cyberpirates, afin dégager des contre-mesures, que la lutte effective contre les assaillants. En tant que responsable de la CERT suisse, elle est membre de FIRST et de la communauté européenne des CERTs (EGC).
Melani, en dépassement du mandat initial du Conseil fédéral, propose aussi son soutien aux entreprises non critiques et aux citoyens. Elle les informe sur les mesures de prévention à prendre et la façon de réagir à des attaques. Elle récolte également des renseignements issus de ces sources.

## Organisation
Melani est issu d'une collaboration entre le Département fédéral des finances (DFF) et le Département fédéral de la défense, de la protection de la population et des sports (DDPS), représenté par le Service de renseignement de la Confédération (SRC). Le DFF s’occupe de la direction stratégique via l’Unité de pilotage informatique de la Confédération et le SRC gère l’aspect opératif, via l’Operation Information Center (OIC). Ce dernier s’occupe de  la communication avec les services de renseignements à l’étranger et de maintenir un réseau international. Melani gère aussi la Computer emergency response team de la Suisse, GovCERT.ch, pour l’analyse technique de malwares.
Ce regroupement permet d’optimiser le travail et de diminuer les coûts de fonctionnement de la centrale. Le budget et le nombre de collaborateurs est maintenu secret pour ne pas révéler la force d’action de l’organisation. Ses effectifs ont presque doublé en dix ans de fonctionnement.
La centrale divise ses groupes d’intérêts en deux cercles : le « cercle fermé », qui fait partie de ses buts originaires, comporte des entreprises et des exploitants d’infrastructure critiques, qui sont particulièrement liées aux technologies de l’information : administration publique, finances, chimie et pharmacie, approvisionnement en énergie, santé, industrie, télécommunications, transports et logistique, assurances. Ce cercle comporte une centaine d’entreprises.
Le « cercle ouvert » quant à lui comprend les citoyens et les entreprises suisses n'exploitant pas d’infrastructure critique. Il ne fait pas partie du mandat original de Melani, mais met à disposition des autres entreprises et citoyens des informations et moyens de prévention : une infolettre en cas de menace, un formulaire d’annonce ou encore un rapport semestriel sur la sécurité en Suisse.